# Kyle Massey
Kyle Orlando Massey (Atlanta, 28 de agosto de 1991) é um ator, cantor, compositor e dublador estadunidense. Ficou conhecido por participar da série That's So Raven e em Cory in The House que é uma continuação de Cory, mas também devido à sua forma única de se expressar. Depois  participou do filme Cão fusões em 2006. Participou do Disney Channel Games 2007. Kyle é irmão menor de Christopher Massey, que interpretava Michael Berret em Zoey 101 e atualmente trabalha na série Os assistentes. Kyle em 2010 estrelou a nova animação do Disney Channel, Fish Hooks na voz do peixe Milo.

## Polêmicas
Em março de 2015, o rapper Lil Twist foi preso e acusado de vários crimes depois que ele e outros quatro agrediram Kyle e seu irmão Christopher Massey.
Em junho de 2021, veio a público a notícia de que Kyle Massey estava sendo acusado de manter conversas impróprias com uma menor de idade, tendo supostamente enviado fotos íntimas para ela, uma garota de 13 anos. Massey negou as acusações, alegando que os advogados que representavam a menor estavam o ameaçando desde 2019, exigindo US$ 1,5 milhão em troca. O processo também afirmou que Massey conhecia a acusadora desde os quatro anos de idade.  O caso foi posteriormente arquivado.

## Filmografia
| Ano         | Título                        | Personagem    | Notas                                                                           |
| 2002        | The District                  | Ronde         | Participação especial                                                           |
| 2003        | The Practice                  | Derryck Hays  | Participação especial                                                           |
| 2003 - 2007 | As Visões da Raven            | Cory Baxter   | Co-Protagonista, série do Disney Channel, participou de todos os 100 episódios. |
| 2005        | Life Is Ruff                  | Calvin Weeler | Filme Disney Channel, Protagonista Principal                                    |
| 2006        | Jake Long: O Dragão Ocidental | Número 88     | Número 88 (voz)                                                                 |
| 2007 - 2008 | Cory na Casa Branca           | Cory Baxter   | Protagonista, série do Disney Channel                                           |
| 2010- 2014  | Adolepeixes                   | Milo          | Protagonista (voz), série do Disney Channel                                     |

## Discografia
| Ano  | Álbum                         | Filmes/Série           | Notas                                           |
| 2007 | Disney Channel Holiday        | Coleção de CDs Disneys | Canta a música "Jingle Bells (A Hip Hop Carol)" |
| 2007 | Underdog: Original Soundtrack | Underdog               | Música "Underdog Raps"                          |
| 2006 | That's So Raven Too!          | That's so Raven        | Filme Disney Channel, Protagonista Principal    |
| 2006 | The Shaggy Dog Soundtrack     | The Shaggy Dog         |                                                 |
| 2005 | Life Is Ruff Soundtrack       | Life Is Ruff           | Música "It's a Dog"                             |

### Músicas Avulsas
| Ano  | Música                    | Filmes/Série      | Notas                      |
| 2010 | Life Is A Teenager On Sea | Fish Hooks        | Com Maiara Walsh           |
| 2007 | Welcoming To DC           | Cory in the House | Com Maiara Walsh, e elenco |
| 2007 | In The House              | Cory in the House | Com Maiara Walsh e elenco  |
| 2006 | Yin Yang Yo Theme Song    | Yin Yang Yo       | Música solo                |

### Videoclipes
| Ano  | Música          | Filmes/Série      | Notas                      |
| 2007 | Welcoming To DC | Cory in the House | Com Maiara Walsh, e elenco |
| 2007 | Underdog Raps   | Underdog          | Single                     |
| 2005 | It's a Dog      | Life Is Ruff      | Música solo, single        |
| 2005 | Let´s Go, Ruff  | Life Is Ruff      | Música solo                |